# 金门 (耶路撒冷)
金门是耶路撒冷目前最古老的一座城门。根据犹太人传统，至聖者的同在（שכינה，Shekhinah）总是通过这座门显现，当弥赛亚来临时将再次显现（以西结书44:1-3），并且一个新的城门会取代目前的城门。因此犹太人常在此门位置祈求怜悯，并因此得名仁慈门（שער הרחמים，Sha'ar Harachamim）。在基督教经外书中，记载圣母玛利亚的父母在金门相会。在阿拉伯语中，该门称为“永生门”。在古代，该门称为“美门”。
第二圣殿时代的更古老的城门遗址已经被发现。目前的城门可能修建于公元520年代，是查士丁尼一世在耶路撒冷的建设工程之一，兴建在早期城门废墟的顶上。另一个理论认为金门是由阿拉伯帝国雇用的拜占庭工匠兴建于7世纪下半叶。
金门位于圣殿山东侧的中央。在圣经时代这个位置用于礼仪用途。
根据犹太人的传统，弥赛亚将会经过此门进入耶路撒冷。1541年，奥斯曼帝国苏莱曼大帝封闭了金门以防止弥赛亚进入。穆斯林也在门前修建了一个墓地，因为相信弥赛亚的先導以利亚将无法通过，因为他是一位祭司。这种信念是错误的，因为祭司可以进入主要埋葬非犹太人的墓地。
金门是耶路撒冷旧城少数封闭的城门之一，此外，东墙南侧还有圣经和十字军时代的小门Huldah门。